# XIX Festival Internacional de la Canción de Viña del Mar
El XIX Festival de la Canción de Viña del Mar, o simplemente Festival de Viña del Mar 1978, se realizó del 1 al 6 de febrero de 1978 en el anfiteatro de la Quinta Vergara, en Viña del Mar, Chile. Fue transmitido por Televisión Nacional de Chile y animado por Antonio Vodanovic y coanimado por María Graciela Gómez. 
Es considerado un hito en las telecomunicaciones chilenas, al ser en dicho festival la primera transmisión oficial en color de la televisión chilena, el 6 de febrero de 1978. Sin embargo, aun buena parte del festival fue igualmente transmitido en blanco y negro, o en color solo con cámaras fijas. Por otro lado, fue la primera vez en que se colocó el juego de luces de la concha acústica que iluminaba al público, lo que se mantuvo de manera ininterrumpida hasta la versión de 1993, lo cual convertiría en un ícono del Festival hasta nuestros días.
Representa además la consagración de Fernando Ubiergo como el cantautor más importante de Chile al vencer en la competencia internacional con "El tiempo en las bastillas". 
La dirección orquestal estuvo a cargo del maestro Juan Azúa, en reemplazo de Horacio Saavedra.

## Artistas invitados
- Pablo Abraira
- Albert Hammond
- Chabuca Granda
- The Hues Corporation
- Frecuencia Mod
- Katunga
- Navah Baruchin
- Ronco Retes
- Bigote Arrocet
- Manolo González
- Ray Conniff
- Ricardo Ceratto
- Sacramento
- Iva Zanicchi
- Maria Creuza
- Pascale Petit
- Daniel Sentacruz Ensemble
- Ombretta Colli

## Jurado internacional
- Luis Sigall (presidente del jurado)
- Ray Conniff
- Navah Baruchin
- Chabuca Granda
- Arturo Millán
- Pascale Petit
- Iva Zanicchi
- Gina Lollobrigida
- María Creuza
- Laudir de Oliveira (percusionista de la banda Chicago)
- María Angélica Ramírez
- Ricardo Ceratto
- Manuel Alejandro
- Lee Loughnane (trompetista de la banda Chicago)

## Competencia
Internacional:
- 1.er lugar:  Chile, El tiempo en las bastillas, escrita e interpretada por Fernando Ubiergo.
- 2.° lugar:  Nueva Zelanda, Living together, living apart, de Steve Allen.
- 3.er lugar:  Australia, Where is love, de Grant Foster, interpretada por Mary Jane Boyd.
- Mejor intérprete: José Alfredo Fuentes, intérprete de Largo camino al éxito,  Chile.
- Mejor intérprete internacional: Homero, intérprete de Vive tu vida,  Perú.
- Mejor arreglo orquestal:  Japón, Aunque no me resulte bien del director Koichi Yamamuro.

Folclórica:
- No se llevó a cabo.

## Curiosidades
- Recordada es la actuación del humorista Manolo González, quien imitó a Augusto Pinochet e hizo varios guiños a la junta militar de ese entonces. Ahí inmortaliza su frase "¡He llegado hasta Taltal!"
- Si bien todo el Festival fue grabado con cámaras de colores, la emisión en color propiamente tal resultó solo durante la última noche. Las noches anteriores se transmitió en blanco y negro, tal y como había sucedido hasta entonces. Tanto es así que las primeras imágenes en color de ese Festival se emitieron recién en 1990, con la vuelta a la democracia.

## Transmisión internacional
- Panamericana Televisión